# Marc Bendavid
Marc Bendavid (Toronto, 10 de junio de 1986) es un actor canadiense de cine, teatro y televisión.

## Filmografía

### Cine
| Año  | Título               | Papel         | Notas |  |
| ---- | -------------------- | ------------- | ----- |  |
| 2007 | Late Fragment        | Mike          | Debut |  |
| 2008 | Us Chickens          | Dean McMurtry | Corto |  |
| 2009 | Man v. Minivan       | Shane         | Corto |  |
| 2010 | Period Drama Trilogy |               |       |  |
| 2017 | A Rose for Christmas | Cliff Baskets |       |  |

### Televisión
| Año              | Título                                | Papel                           | Notas          |
| ---------------- | ------------------------------------- | ------------------------------- | -------------- |
| 2008             | Anne of Green Gables: A New Beginning | Dominic Blythe                  | Telefilme      |
| 2009             | Booky's Crush                         | Russell                         | Telefilme      |
| 2009, 2012, 2017 | Murdoch Mysteries                     | Robert Perry                    | Invitado       |
| 2009             | Too Late to Say Goodbye               | Sam Malveau                     | Telefilme      |
| 2013             | Hard Rock Medical                     | Dylan                           | 6 episodios    |
| 2013             | Her Husband's Betrayal                | Dan Gresham                     | Telefilme      |
| 2014             | Bitten                                | Scott Brandon                   | 3 episodios    |
| 2014             | Degrassi                              | Grant Yates                     | 4 episodios    |
| 2015             | Angel of Christmas                    | Owen Thomas                     | Telefilme      |
| 2015–2016        | Dark Matter                           | One / Jace Corso / Derrick Moss | Rol recurrente |
| 2016             | Summer in the City                    | Phillip                         | Telefilme      |
| 2017             | A Rose for Christmas                  | Cliff Baskers                   | Telefilme      |
| 2017             | How to Buy a Baby                     | Charlie                         | Serie web      |
| 2022             | Reacher                               | Paul Hubble                     | Serie web      |